# 춘장

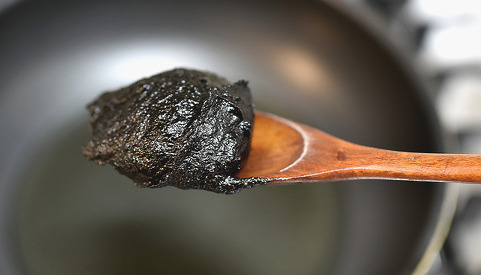
춘장의 모습.

춘장(春醬)은 중국 요리에 쓰이는 장이다. 중국식의 톈몐장이 변형된 것으로 검은색을 띤다. 볶은 것은 짜장이라고 부른다. 춘장은 짜장면과 경장육사를 만들거나 베이징 카오야와 같이 곁들여 먹거나 양파를 찍어 먹는데 사용한다.

## 이름
"춘장"의 어원은 확실히 밝혀진 바 없다. 중국어 "톈몐장(甜面酱)"을 한국식 한자음으로 읽은 "첨면장"의 줄임말인 "첨장"이 변해 "춘장"이 되었다는 설이 있고, "파를 찍어먹는 장"이라는 뜻의 "충장(葱酱)"이 변한 말이라는 설도 있다.

## 역사
춘장은 중국의 톈몐장이 한국식으로 변형된 것으로, 1948년 화교 왕송산 씨가 톈몐장에 캐러멜을 혼합한 것을 "사자표 춘장"으로 브랜드화한 것이 그 시작이다. 중국의 톈몐장은 밀가루와 콩으로 만드는데, 밀가루가 저가로 대량 공급되기 시작한 1950년대 한국에서는 콩 없이 밀가루로만 춘장을 만들기도 하였다. 현재 춘장에는 콩이 들어간다. 과거 중국집에서는 대파를 톈몐장에 찍어 먹는 산둥 지역의 전통대로 파와 춘장을 함께 담아 냈으나, 오늘날 한국에서는 파가 양파로 대체되었다.

## 사진 갤러리

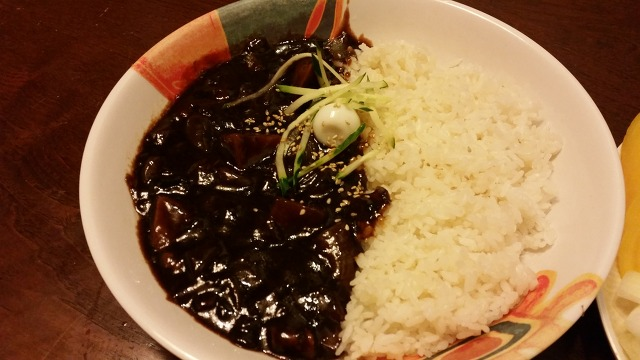
짜장밥
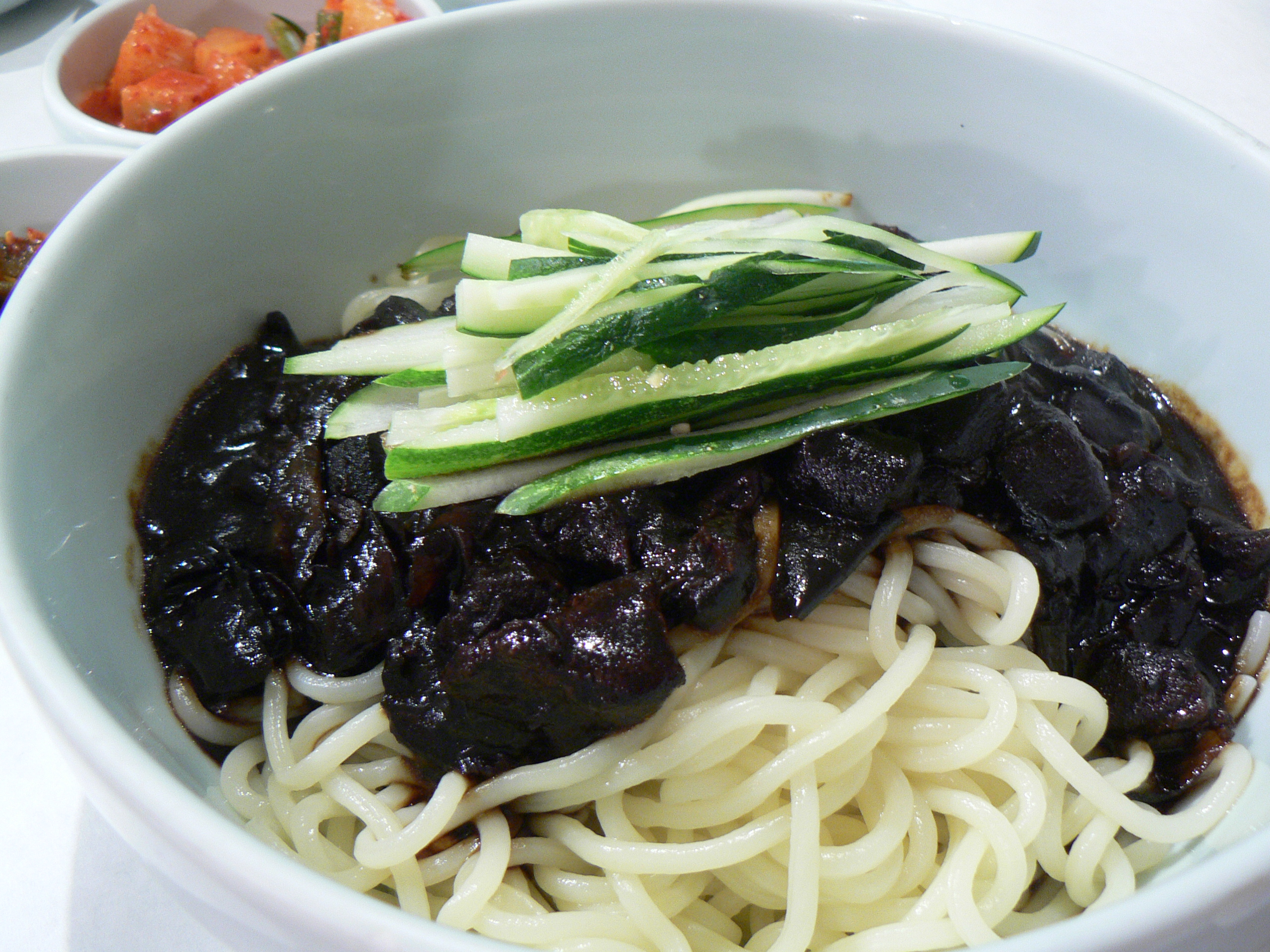
짜장면

## 같이 보기
- 톈몐장
- 짜장면